# Hospital Barros Luco Trudeau
El Hospital Barros Luco Trudeau es un establecimiento asistencial médico de carácter público ubicado en la comuna de San Miguel, Santiago, Chile. Forma parte de la red del Servicio de Salud Metropolitano Sur.

## Historia
La idea de construir un hospital en el centro-sur de Santiago surgió a fines del siglo XIX con el objetivo de cubrir las necesidades médicas de la población del sector. En esa época, existían solo unos pocos recintos de salud de origen colonial, donde más que tratar a los enfermos, se les aislaba hasta su muerte. El proyecto contó con el apoyo del presidente José Manuel Balmaceda y fue impulsado por Federico Errázuriz, quien el 16 de enero de 1901 promulgó las Leyes 1406 y 1408 para su construcción. La Junta de Beneficencia adquirió entonces la chacra El Mirador del Gallo, que comprendía el área donde actualmente se encuentra el Club Hípico de Santiago. Sin embargo, posteriormente se consideró que el terreno era insuficiente para un hospital de gran escala, por lo que fue vendida y el proyecto quedó en espera.
No fue hasta 1908 cuando Silvia Hurtado donó una chacra conocida como La Cuadra, ubicada en el sector de El Llano Subercaseaux, donde finalmente se decidió construir el hospital. El diseño estuvo a cargo del arquitecto alemán Frederick Ruppel, reconocido por su enfoque en la creación de centros de salud con pabellones separados, un modelo que inspiró la construcción de varios hospitales de la época.
La primera piedra fue colocada el 24 de septiembre de 1911 en una ceremonia encabezada por el presidente Ramón Barros Luco. La bendición estuvo a cargo del arzobispo de Santiago, monseñor Juan Ignacio González Eyzaguirre. Seis años después, comenzó a funcionar el policlínico. En septiembre de 1919 se incorporó una pequeña maternidad con 10 camas, donde se atendían entre 40 y 50 partos naturales.
Tras una importante donación económica de Mercedes Valdés, viuda de Barros Luco, comenzó la construcción de dos nuevos pabellones: uno con capacidad para 80 a 90 camas y otro de tres pisos destinado a la cocina y la lavandería. En reconocimiento a este aporte, se decidió nombrar el hospital en honor al fallecido presidente.
Al fallecer en 1926, Mercedes Valdés dejó otra cuantiosa suma al hospital, con la condición de que se construyeran también espacios religiosos. Como resultado, en 1931 se edificó una capilla.
Con el tiempo, se fueron incorporando diversos recintos al hospital: el Servicio de Maternidad en 1925, con capacidad para 30 camas; la Farmacia del Policlínico en 1935; la Unidad de Urgencia en 1936; y el Hospital Trudeau para tuberculosos en 1947, nombrado en honor al médico estadounidense Edward Livingston Trudeau, quien dedicó su vida al tratamiento de la tuberculosis. Posteriormente, en 1950, se crearon el Servicio de Kinesiología y el Hospital de Enfermedades Infecciosas, hoy conocido como Hospital Dr. Lucio Córdova. A estos se sumaron el Banco de Sangre en 1965, el Policlínico Adosado de Especialidades en 1966, el Servicio de Anatomía Patológica en 1969 y la unidad de Psiquiatría en 1970.
Desde diciembre de 2011, el Centro de Salud Familiar del hospital está decorado con el mural Marea de colores, obra del pintor Carol Martínez.
Actualmente, es uno de los establecimientos hospitalarios más grandes de Chile, brindando atención a una población de aproximadamente 1 500 000 habitantes.